# حزب جبهة النهضة الوطنية
حزب جبهة النهضة الوطنية هو حزب سياسي أردني تأسس في مايو عام 2016 واتّخذ من مدينة الزرقاء مقرًا له قبل أن يتمّ حله في عام 2023.

## الأمانة العامة للحزب
شغل رائد عيسي الريموني منصب الأمين العام الأخير للحزب بعدما انتُخب في عام 2022 أمينًا عامًا للحزب خلفًا للأمين العام السابق إسماعيل يوسف الخطاطبة.

## الأعضاء
ينتشر أعضاء حزب جبهة النهضة الوطنية ومُناصريه في 12 محافظة أردنية، وقد وصل عدد أعضاء الحزب في عام 2016 إلى 16394 عضوًا يُشكل النساء قرابة 64 بالمائة منهم، كما يُشكّل الشباب قرابة 72 بالمائة من الأعضاء.

## حل الحزب
في مايو/أيار عام 2023 اعتُبر حزب جبهة النهضة الوطنيّة حزبًا مُنحلًّا بعدما استبعده مجلس مفوضي الهيئة المستقلة للانتخاب في الأردن بسبب عدم تمكنه من استيفاء بعض الشروط التي نصّ عليها قانون الأحزاب الأردني رقم (7) والصادر في عام 2022. كانت الحكومة الأردنية قد أقرت في العام السابق قانونًا لتنظيم تأسيس الأحزاب السياسية في الأردن، وكانت مواد هذا القانون تشترط أن تُحقّق الأحزاب السياسية مجموعة من المعايير لكي تتم الموافقة على تأسيسها وتُصبح أحزابًا مُعترف بها رسميًا ويحق لها المُشاركة في الانتخابات البرلمانية الأردنية. كان من بين هذه الشروط أن ينضمّ للحزب في وقت إعلان تأسيسه ما لا يقلّ عن 1000 عضو في ستة مُحافظات أردنية مُختلفة، بحيث لا تقل نسبة النساء عن 20 بالمائة من أعضاء الحزب ولا تقل نسبة الشباب عن 20 بالمائة من الأعضاء.
أمهلت الهيئة المُستقلة للانتخاب الأحزاب التي لا تُحقّق بعض أو كل اشتراطات قانون الأحزاب حتى مايو/أيار في العام التالي لكي تتمكّن من توفيق أوضاعها، بينما اعتبرت الأحزاب التي لم تتمكّن من ذلك بعد انقضاء المُهلة المُحددة أحزابًا منحلة، وبناءًا على ذلك تم حل 19 حزبًا سياسيًّا، وكان حزب الجبهة الوطنية الأردنيّة واحدًا من هذه الأحزاب.